# Pablo Cruz
Pablo Julio Cruz Ocampo (Pereira, 21 de diciembre de 1948) es un abogado, docente y notario colombiano.
Es integrante del movimiento político Voces de Paz y Reconciliación. Ha sido decano de la Universidad Autónoma de Colombia y fue nombrado como experto delegado para acompañar la creación del Estatuto de Oposición para proteger a los partidos y agrupaciones que se declaren en oposición al gobierno de Juan Manuel Santos, en el marco de las negociaciones de paz de La Habana entre el gobierno y la guerrilla de las FARC-EP. En diciembre de 2016, fue elegido como uno de los seis integrantes de Voces de Paz y Reconciliación, una iniciativa ciudadana que tiene asiento en el Congreso de Colombia para acompañar la implementación del acuerdo de paz con las FARC-EP.

## Biografía
Abogado de la Universidad Nacional de Colombia y especialista en Derecho Constitucional, Cruz fue decano de Derecho de la Universidad Autónoma de Bogotá desde julio de 1996 a julio de 1998. Hasta su jubilación en 2014, además, fue notario 28 de Bogotá. 
El 9 de agosto de 2016, como parte de las negociaciones en La Habana entre las FARC-EP y el gobierno de Juan Manuel Santos, fue designado, junto a Sergio de Zubiría, como uno de los dos expertos para integrar la comisión que trabaja el proyecto de Estatuto de Oposición que será llevado al Congreso. El objetivo de la comisión es definir el espíritu de un estatuto que reúna las garantías necesarias para ejercer la oposición política en Colombia.

### Integrante de Voces de Paz y Reconciliación
El 24 de noviembre de 2016, el Comandante en Jefe de las FARC-EP, Rodrigo Londoño Echeverri, alias “Timochenko”, firmó, en nombre de la guerrilla, el Acuerdo Final de Paz con Juan Manuel Santos, presidente de Colombia, para culminar el conflicto bélico en el país. El punto tres del acuerdo, atinente a las “Garantías para el nuevo partido o movimiento político” de la guerrilla, generó las condiciones para el nacimiento de la agrupación Voces de Paz y Reconciliación, que, según lo pactado, debía tener asiento en el Congreso para acompañar la implementación del acuerdo. 
Junto a Judith Maldonado y Jairo Estrada, Cruz fue elegido como representante de la organización en el Senado, con voz pero sin voto. Desde el 19 de diciembre de 2016, se encuentra desempeñando esa labor.
El 22 de febrero de 2017, en el marco del debate en la Comisión Primera del Senado del proyecto de ley para crear la Jurisdicción Especial de Paz en Colombia, manifestó en un discurso muy sentido: “Tengo que decirle a esta Comisión que yo también soy víctima, pero del Estado. Mi hermano, Fernando Cruz, fue desaparecido y asesinado con la intervención de agentes del Estado y su cuerpo, después de aquellos hechos, lo recuperé diez años más tarde, gracias a la confesión del señor “HH” (alias de Éver Veloza García, paramilitar colombiano). Y estoy aquí no como víctima, sino a través de Voces de Paz, para sostener la paz, la concordia y la reconciliación de los colombianos. Mi espíritu no es de venganza”.